# Смирнов, Николай Яковлевич (Герой Советского Союза)
Николай Яковлевич Смирнов (1920—1979) — капитан Советской Армии, участник Великой Отечественной войны, Герой Советского Союза (1943).

## Биография
Николай Смирнов родился 19 июля 1920 года в деревне Паршино (ныне — Мантуровский район Костромской области). После окончания пяти классов школы работал на лесосплаве, в колхозе. Осенью 1940 года Смирнов был призван на службу в пограничные войска НКВД СССР. В 1941 году он окончил школу младшего начальствующего состава. С февраля 1942 года — на фронтах Великой Отечественной войны.
К октябрю 1943 года старший сержант Николай Смирнов командовал взводом 43-го стрелкового полка 106-й стрелковой дивизии 65-й армии Центрального фронта. Отличился во время битвы за Днепр. 15 октября 1943 года взвод Смирнова одним из первых переправился через Днепр в районе посёлка Лоев Гомельской области Белорусской ССР и принял активное участие в боях за захват и удержание плацдарма на его западном берегу, отразив несколько немецких контратак и освободив ближайшее село. В тех боях Смирнов получил ранение в ноги.
Указом Президиума Верховного Совета СССР от 30 октября 1943 года за «образцовое выполнение заданий командования и проявленные мужество и героизм в боях с немецкими захватчиками» старший сержант Николай Смирнов был удостоен высокого звания Героя Советского Союза с вручением ордена Ленина и медали «Золотая Звезда» за номером 2736.
После окончания войны Смирнов продолжил службу в пограничных войсках МГБ СССР. В 1947 году он окончил Ленинградское военное училище войск МВД СССР. В 1954 году в звании капитана Смирнов был уволен в запас. Проживал и работал в селе Мантурово. Скончался 19 марта 1979 года.
Был также награждён рядом медалей.
В честь Смирнова названа улица в Мантурово.